# Bahram 5.
Bahram 5., (middelpersisk: 𐭥𐭫𐭧𐭫𐭠𐭭 Wahrām, nypersisk: بهرام پنجم Bahrām) konge af Persien fra 420 til 438. Han fik tilnavnet Gōr eller Gūr, og var søn af Yazdegird I, der regerede 399-420. Efter faderens død kom han på tronen med hjælp fra Al-Mundhir I, der herskede over de arabiske lakhmider. Bahram regerede som shāhanshāh ("kongernes konge", kejser) til sin død i 438.

## Opvækst og magtovertagelse
Bahram var søn af kong Yazdegird 1. og hans jødiske hustru Shushandukht (skrives også Shishindokht). Hans fødselsår er ukendt, men han havde nok nogenlunde samme alder som kejser Theodosius 2., der var født i 401. Man ved ikke meget om hans opvækst, men i en periode opholdt han sig i al-Hirah, som var hovedstaden i det fyrstedømme, der var oprettet af den arabisk stamme lakhmiderne, som var kommet dertil i det andet åhundrede fra det nuværende Yemen. Lakhmiderne var på den tid vasaller under det persiske rige, og Yazdegird lod sønnen Bahram vokse op der, under opsyn af fyrsten al-Nu̔mān 1. og dennes søn Al-Mundhir 1.. Da Yazdegird døde i 420, var Bahram åbenbart stadig i al-Hirah, og i første omgang blev kongemagten overtaget af hans bror Shapur, som imidlertid kort efter blev myrdet af persiske adelsmænd. De udråbte Khosrau - søn af Bahram IV og fætter til Bahram - til konge, men han forsvandt kort efter, da Bahram stod uden for Ktesifon med en hær af lakhmider. Bahram var således på kant med stormændene, og han satsede på det zarathustrianske præsteskab. Som den første sassanidiske konge blev han ikke kronet af en stormand, men derimod af ypperstepræsten, og det betød, at landets kristne mindretal kom til at mærke zarathustrianernes voksende indflydelse.

## Regeringstid
Bahram igangsatte forfølgelser af de kristne, og da nogle af dem flygtede til det Østromerske rige, forlangte han at få dem udleveret. Det blev for meget for den østromerske kejser, og i 421 blev der krig mellem de to lande. Den østromerske general Ardaburius stod i spidsen for en hær, der først plyndrede i persisk Armenien og derefter indledte belejring af den persiske grænseby Nisibis (nuværende Nusaybin). Belejringen blev imidlertid opgivet, da der kom meddelelse om, at Bahram var på vej med en stor hær, som blandt andet talte adskillige krigselefanter. Der kom ingen afgørelse i felten, og det hele endte med, at der blev sluttet fred i 422. De gamle grænser lå fast, men de to parter måtte love at indstille forfølgelsen af henholdsvis kristne og zarathustrianere. Det blev imidlertid nemmere for Bahram at tolerere de kristne, fordi den kristne kirke i Persien opsagde tilhørsforholdet til den kirkelige ledelse i Konstantinopel. På den måde mindskedes mistanken om, at de kristne prælater i virkeligheden var østromerske spioner.

### Silkevejen
Mens Bahram var optaget af krigen mod romerne, blev den rige oase Merv angrebet af heftalitterne, der også omtaltes som de "hvide hunner". Bahram måtte betale en stor tribut for at heftalitterne ikke skulle fortsætte længere ind i hans rige, men da krigen med romerne var slut, gjorde han klar til revanche. Merv var ikke kun en rig by, den var også en vigtig handelsby på den gren af Silkevejen, der gik gennem det centrale Asien og fortsatte gennem Persien til Europa. I spidsen for sine tropper generobrede Bahram Merv, heftalitternes konge blev dræbt, og Bahram kunne indkassere et enormt bytte. Ved den nærliggende flod Oxus fik han rejst en søjle, der markerede, at floden udgjorde rigets grænse. Aktionen var overstået omkring 427, og Bahrams indflydelse var nu så stor, at indbyggerne i Bukhara, der lå på Silkevejen på den anden side af Oxus, i mange år prægede deres mønter som efterligninger af de persiske mønter med Bahrams portræt.

### Striden om Armenien
Armenien havde i flere århundreder været en form for stødpude - og ofte krigsskueplads - i magtkampen mellem Romerriget og Persien. Fra det første århundrede var de armenske konger på skift vasaller af de to stormagter, men i slutningen af det fjerde århundrede kom der en egentlig magtdeling, hvor Romerriget fik omkring en femtedel af landet, mens Persien bestemte over resten. Kongefamilien fik lov til at regere videre under persisk ledelse og den kristne statsreligion fik også lov til at fortsætte. Da kong Vramshapuh døde 417, valgte den persiske konge Yazdegird I at lade et råd af stormænd stå for landets daglige ledelse, men ved fredsslutningen i 422 forlangte romerne, at der skulle indsættes en konge fra kongefamilien, og det blev Artaxias IV. Den nye konge gjorde sig imidlertid hurtigt upopulær blandt stormændene, og han fik et ry som en "fordærvet ægteskabsbryder". På den baggrund kaldte Bahram 5. ham i 428 til Ktesifon. Efter en kort retssag blev kongen afsat, og hermed sluttede arsakidernes cirka 370 år som kongefamilie i Armenien. I det Østromerske rige affandt man sig - efter en diskret traktatændring - med den nye situation. Kun en enkelt kilde omtaler begivenheden, og Traina ser det som ulyst blandt datidens historikerne til at beskæftige sig med rigets diplomatiske nederlag.

## Eftermæle
Bahram døde i 438 og blev afløst på tronen af sin søn Yazdegird 2.. Hans regeringstid blev betragtet som en god periode i rigets historie og han kom selv til at fremstå som billedet på en aktiv konge, glad for jagt og andre forlystelser. Eftertiden gav ham tilnavnet Gōr eller Gūr, der betyder "vildæsel". Traina skriver, at man ikke behøver undre sig over tilnavnet: Vildæslet var det hurtigste dyr i de Centralasiatiske ørkenområder, og kun de bedste ryttere (som Bahram) var i stand til at indfange det. Foruden sin hastighed var det kendt for sit voldsomme spark, der bevirkede, at det også fik en kastemaskine opkaldt efter sig.
Rawlinson gav ham disse ord med på vejen:
| Citat | Ifølge de orientalske historikere var Bahram 5. en af de bedste Sassanidiske fyrster. Han sørgede for lov og ret blandt sine talrige undersåtter, han eftergav skattegæld, gav pensioner til videnskabsmænd og skribenter, støttede landbruget og var særdeles rundhåndet, når der skulle rådes bod på fattigdom og kriser. Hans fejl var, at hans godgørenhed gik over gevind, og det samme gjorde hans hang til forlystelser, især jagt. ... Persien siges at have blomstret i hans regeringstid. Måske opnåede han ikke alle de resultater, eftertiden har givet ham æren for, men han var utvivlsomt en aktiv fyrste, modig, energisk og fremsynet. | Citat |
|       | |       |

Bahram er en central person i flere af de kendteste værker, der blev skrevet i middelalderens Persien. Han omtales i Firdausis store værk Shanameh ("Kongebogen") skrevet i årene 977 til 1010, og han er hovedpersonen i Nizamis bog Haft Peykar ("Syv Portrætter" også kaldt "De syv Skønheder") fra 1197. De syv skønheder var prinsesser, som - i Nizamis fantasi - var blevet Bahrams hustruer, og som havde fået hver sit domicil i hans palads. Han besøgte dem på skift, og de underholdt ham med spændende fortællinger. Han er ligeledes omdrejningspunktet i Amir Khosrows Hasht-Bihisht ("Otte Paradiser") fra omkring 1302. En af de historier, han fik fortalt, var beretningen om de Tre prinser fra Serendip (det nuværende Sri Lanka), der har bragt ordet serendipitet ind i sproget.

## Eksterne links
- Wikimedia Commons har flere filer relateret til Bahram 5.
- Rawlinson, George: The Civilizations of the Ancient Near East. Volume 7: The Sassanian or New Persian Empire. På Gutenberg.org
- Firdausi, Shanameh. Afsnittet om Bahram i den engelske oversættelse fra 2006, via Google Books.
- Nizami Ganjavi, Haft Paikar. Persian Literature in Translation, The Packard Humanities Institute. Oversat fra persisk til engelsk og kommenteret af C. E. Wilson, 1924